# Hans Ammann (Skilangläufer)
Hans Ammann (* 3. März 1931 in Grabs; † 1980 in Alt St. Johann) war ein Schweizer Skilangläufer.

## Werdegang
Ammann wurde im Jahr 1951 Dritter im 8-km-Lauf bei den Schweizer Juniorenmeisterschaften, bei den Schweizer Meisterschaften 1957 Sechster über 37,5 km und bei den Schweizer Meisterschaften 1960 Siebter über 50 km. Im Jahr 1961 errang er bei den Schweizer Meisterschaften den fünften Platz über 16 km und den dritten Platz über 30 km. Diese Platzierung wiederholte er im folgenden Jahr und belegte bei den Nordischen Skiweltmeisterschaften 1962 in Zakopane den 23. Platz über 30 km. Außerdem gründete er im selben Jahr in Alt St. Johann die erste Skilanglaufschule in der Schweiz. Bei den Schweizer Meisterschaften 1963 siegte er über 15 km und 50 km und holte damit seine ersten und einzigen Schweizer Meistertitel. Zudem kam er dabei auf den fünften Platz über 30 km. In seiner letzten aktiven Saison 1963/64 lief er bei den Schweizer Meisterschaften 1964 auf den sechsten Platz über 50 km und bei den Olympischen Winterspielen 1964 in Innsbruck, wo er Fahnenträger der Schweizer Mannschaft bei der Eröffnungsfeier  war, auf den 29. Platz über 15 km sowie auf den 28. Rang über 30 km. Im Jahr 1980 starb er an einem Herzinfarkt.